# Sergio Sánchez (Leichtathlet)

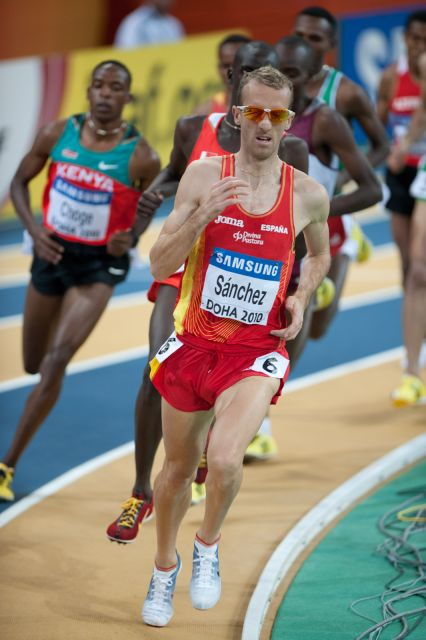
Sergio Sánchez bei den Hallenweltmeisterschaften 2010

Sergio Sánchez (* 1. Oktober 1982 in La Pola de Gordón) ist ein spanischer Langstreckenläufer.
2008 wurde er Spanischer Hallenmeister im 3000-Meter-Lauf und qualifizierte sich damit für die Hallenweltmeisterschaften in Valencia. Dort belegte er den achten Rang. Bei den Halleneuropameisterschaften 2009 in Turin wurde er über dieselbe Distanz Vierter. Im selben Jahr startete er bei den Weltmeisterschaften in Berlin im 5000-Meter-Lauf, schied jedoch im Vorlauf aus. Bei den Crosslauf-Europameisterschaften in Dublin wurde er Vierter und gewann mit der spanischen Mannschaft Gold.
Der endgültige internationale Durchbruch gelang ihm 2010. Am 13. Februar stellte er über 3000 Meter mit einer Zeit von 7:32,41 min einen Halleneuroparekord auf und unterbot damit seine damalige Freiluftbestleistung um über 13 Sekunden. Einen Monat später gewann er bei den Hallenweltmeisterschaften in Doha die Silbermedaille hinter dem US-Amerikaner Bernard Lagat.
Bei den Spanischen Meisterschaften 2013 war sein Dopingtest positiv auf EPO und er wurde für zwei Jahre gesperrt.

## Bestleistungen
- 1500 m: 3:39,79 min, 3. Juli 2004, San Sebastián
  - Halle: 3:40,63 min, 9. Februar 2008, Valencia
- 2000 m: (Halle): 4:52,90 min, 23. Januar 2010, Oviedo
- 3000 m: 7:45,51 min, 18. Juli 2009, Saragossa
  - Halle: 7:32,41 min, 13. Februar 2010, Valencia (Europarekord)
- 5000 m: 13:19,21 min, 17. Juli 2010, Avilés
- 10.000 m: 28:25,22 min,	30. Juni 2010, Cáceres